# Elaphropeza murphyi
Elaphropeza murphyi är en tvåvingeart som beskrevs av Igor Shamshev 2007. Elaphropeza murphyi ingår i släktet Elaphropeza och familjen puckeldansflugor.
Artens utbredningsområde är Singapore. Inga underarter finns listade i Catalogue of Life.